# Saint-Barthélemy-le-Plain
Saint-Barthélemy-le-Plain település Franciaországban, Ardèche megyében. Lakosainak száma 859 fő (2022. január 1.). Saint-Barthélemy-le-Plain Boucieu-le-Roi, Colombier-le-Jeune, Colombier-le-Vieux, Étables, Lemps, Plats, Saint-Jean-de-Muzols és Tournon-sur-Rhône községekkel határos.

## Népesség
A település népessége az elmúlt években az alábbi módon változott:
| Lakosok száma | 535  | 551  | 587  | 752  | 835  | 822  | 825  | 833  | 842  | 859  |
|               | 1968 | 1982 | 1990 | 2006 | 2013 | 2015 | 2017 | 2019 | 2020 | 2022 |